# Berthierita
La berthierita o martourita es un mineral de la clase de los minerales sulfuros. Descubierto en 1827 en la localidad de Chazelles en la región de Haute-Loire, en Francia , fue nombrado en honor de Pierre Berthier, químico francés  —en cuyo honor también se nombró el mineral berthierina con la que no debe confundirse—.  
Además de los dos metales de su fórmula química, suele llevar como impurezas: manganeso, cobre, plomo y plata.

## Formación y yacimientos
Se forma en los filones hidrotermales a baja temperatura siempre que sean enriquecidos en antimonio y deficientes en azufre.
Minerales a los que aparece asociado: estibina, cuarzo, pirita o barita.

## Usos
Se extrae en las minas como mena de antimonio y hierro.